# Нове Борисцево
Нове Борисцево (рос. Новое Борисцево) — присілок в Торжоцькому районі Тверської області Російської Федерації.
Населення становить 78 осіб. Входить до складу муніципального утворення Борисцевське сільське поселення.

## Історія
Від 2005 року входить до складу муніципального утворення Борисцевське сільське поселення.

## Населення
| 1997 | 2010 |
| ---- | ---- |
| 59   | ↗78  |